# 那良镇
那良镇，是中华人民共和国广西壮族自治区防城港市防城区下辖的一个乡镇级行政单位。那良芋蒙是當地的地方美食。

## 行政区划
那良镇下辖以下地区：
那良社区、那垌社区、北仑村、五联村、汉城村、那务村、大河村、范河村、民生村、稔里村、那伍村、那楼村、大村、大坪村、大勉村、白赖村、那旺村、高林村、里火村、六市村、滩散村、其那村、里麻村、那巴村、板蒙村、里冷村和那垌村。